# KV45
KV45 (Tal der Könige, Grab Nr. 45) gehörte wohl einst dem „Vorsteher der Felder des Amun“, Userhat, einem hohen Beamten zur Zeit der 18. Dynastie.
Das Grab wurde am 25. Februar 1902 von Howard Carter gefunden. Es besteht nur aus einer einzigen kleinen Kammer, die über einen etwa 3 m langen Schacht zu erreichen ist. Laut Carters Angaben war die Kammer zu einem Drittel mit Geröll gefüllt. Auf dem Schutthaufen befanden sich zwei Mumien aus der 22. Dynastie, die jeweils in einem Doppelsarg lagen, und zwei hölzerne Uschebtikästen. Die schon stark verfallenen Särge wurden erst bei einer erneuten Reinigung des Grabes von 1991 bis 1992 geborgen, wobei bei dieser Ausgrabung auch das Bruchstück einer Kanope mit dem Namen des Userhat gefunden wurde. Die hierbei von Donald P. Ryan gefundene Keramik datiert ihn in die Regierungszeit Thutmosis IV. oder in die ersten Jahre der Regierung von Amenophis III. Bei der erneuten Ausgrabung fanden sich außerdem menschliche Überreste zweier weiterer Personen und zahlreiche grob gearbeitete Uschebtis.